# Guo Jianbiao
Guo Jianbiao (cinese semplificato: 郭剑彪; Zhuji, maggio 1958) è un politico cinese attuale (2007) sindaco della città di Zhoushan, nella provincia del Zhejiang, oltre che vicesegretario del comitato di partito.
Guo è nato nel maggio del 1958, nella città di Zhuji (诸暨). Ha conseguito la laurea in Economia ed il titolo di dottore di ricerca presso la Scuola di Partito del Zhejiang, ed inoltre tra il 1978 ed il 1981 ha studiato Agraria presso l'Università di Agraria del Zhejiang.

## Incarichi precedenti
- Gennaio 1982: quadro presso l'Ufficio del Personale del Dipartimento di Agricoltura del Zhejiang.
- Gennaio 1985: tecnico presso il Dipartimento di Organizzazione del Zhejiang.
- Agosto 1987: direttore dell'Ufficio per il edificabile, vicediretto del dipartimento per il personale, Ufficio per l'Amministrazione del Suolo, Zhejiang.
- Dicembre 1994: assistente direttore del Comitato di Gestione della Nuova Area di Dongjiang (甬江新区), a Ningbo.
- Settembre 1995: direttore dell'Ufficio per il suolo edificabile, Ufficio per l'Amministrazione del Suolo, Zhejiang.
- Giugno 1997: assistente direttore della Commissione per le Riforme Strutturali della Provincia del Zhejiang.
- Febbraio 1998: direttor della Commissione per le Riforme Strutturali della provincia del Zhejiang.
- Febbraio 2003: vicesegretario del comitato di partito di Ningbo, vicesindaco
- 29 febbraio 2003: sindaco.